# Samsung S5600
Samsung S5600 (còn gọi là Samsung Preston hoặc Samsung Player Star) được công bố vào tháng 3 năm 2009 và phát hành vào tháng 6 năm 2009 như một phần của mảng điện thoại cảm ứng phát hành bởi Samsung.
Điện thoại có màn hình cảm ứng 2,8 inch (7,1 cm) (240 x 320 pixels) QVGA, và OS giao diện người dùng Touchwiz và tính năng "Cử chỉ khóa". Máy ảnh 3.2 megapixel, nhận diện nhạc thông qua dịch vụ "tìm kiếm nhạc" của Shazam, và hỗ trợ multi-codec bao gồm H.263, MPEG4 (mp4), và WMV. Kết nối mạng lên đến 7.2 Mbit/s HSDPA.

## Ngôn ngữ hỗ trợ
Điện thoại này là chiếc điện thoại đầu tiên hỗ trợ Tiếng Wales và nó được thử nghiệm trước bởi công ty Samsung người đã phát hành điện thoại hỗ trợ Tiếng Ireland. Điện thoại có menu tiếng Wales và tiên đoán văn bản dựa trên 44,000 từ trong tiếng Wales. Điện thoại chỉ được cung cấp bởi cửa hàng Orange ở Wales vào năm 2009.